# アネット・ファニセロ

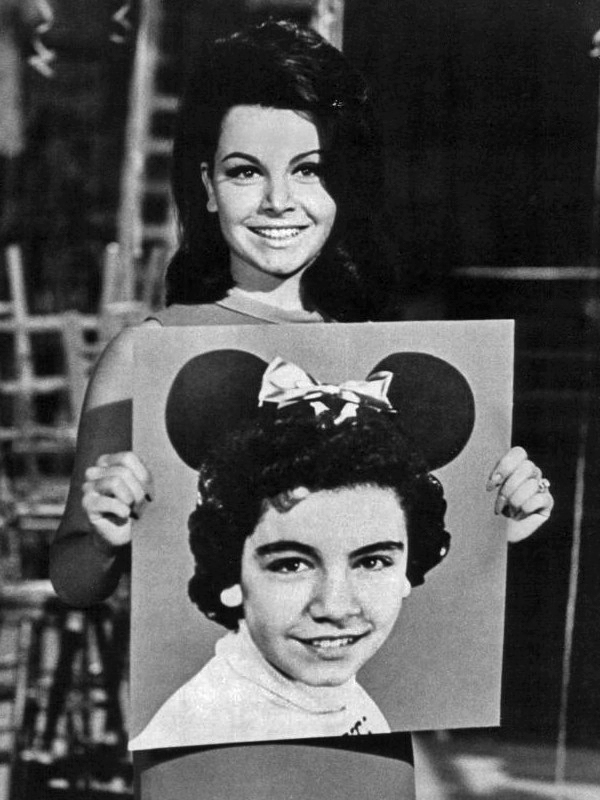
1975年撮影。持っている写真はミッキーマウス・クラブ時代の顔写真

アネット・ファニセロ（Annette Funicello, 1942年10月22日 -  2013年4月8日）は、アメリカ合衆国ニューヨーク州ユーティカ出身の歌手、女優。かつてはアネットとだけ表記されていた。

## 人物
ディズニーの秘蔵っ子としてミッキーマウス・クラブの草創期メンバーデビューし、多くのディズニー作品に出る一方で、アイドル歌手としても活躍していた。元夫はJack Gilardi、また私生活ではポール・アンカの恋人とも知られていた。
1992年に多発性硬化症であることを発表。2013年4月8日に合併症で死去。70歳没。

## 代表作

### 歌
- パイナップル・プリンセス（英語版）（オリジナルと同時期に、田代みどり・松島トモ子・森山加代子がカバー、1993年にはMi-Keがアルバムにてカバーしている）
- 恋の汽車ポッポ（オリジナルと同時期に、森山加代子・かまやつヒロシがカバーしている）
- ドリーミン・アバウト・ユー
- やめないで、もっと!
- オー・ディオ・ミオ
- 恋人なんてわからない
- トール・ポール（Billboard Hot 100最高位7位）
- マッスル・ビーチ・パーティ
- プリーズ、プリーズ、シニョーレ
- 恋のビーチ・パーティ

### 映画
- 1959年　ボクはむく犬
- 1961年　おもちゃの王国
- 1962年　6連発の掟
- 1963年　ビーチ・パーティ/やめないで、もっと!
- 1964年　ツツぬけですピタリ一発
- 1964年　ムキムキ・ビーチ
- 1964年　ビキニ・ビーチ
- 1964年　パジャマ・パーティ
- 1965年　ビンゴ・パーティ
- 1965年　ビキニガール・ハント
- 1965年　The Monkey's Uncle
- 1968年　ザ・モンキーズ 恋の合言葉HEAD!
- 1987年　バック・トゥ・ザ・ビーチ
- 1989年　ガールスカウト ビバリーヒルズ版

### TV出演
- フルハウス（1991年）本人役でゲスト出演